# غازبروم
غازبروم (Открытое Акционерное Общество «Газпром»، OAO غازبروم (بالروسية: ОАО «Газпром»)‏، (بالروسية: ɡɐsˈprom)‏
) هي شركة مساهمة مفتوحة وتعد أكبر شركة استخراج للغاز الطبيعي وواحدة من أكبر الشركات في العالم. والمقر الرئيسي للشركة موجود في مقاطعة شيريوموشكي، بالأكروغ الإداري الجنوبي الغربي، في موسكو. واسم الشركة لفظة مكونة من كلمتين (بالروسية: Газовая промышленность)‏، وهو يعني «صناعة الغاز». وقد تم إنشاء شركة غازبروم في عام 1989 عندما حولت وزارة صناعة الغاز في الاتحاد السوفيتي نفسها إلى شركة، مع الحفاظ على سلامة كل أصولها. وفي وقت لاحق، تمت خصخصة جزء من الشركة، ولكن في الوقت الحالي، تسيطر الحكومة الروسية على أغلب أصول الشركة.
وفي عام 2011، أنتجت الشركة ما مقداره من الغاز الطبيعي، وهو ما يصل إلى 17 في المائة من إنتاج الغاز في العالم. وبالإضافة إلى ذلك، فقد أنتجت شركة غازبروم 32.3 مليون طن من النفط الخام و12.1 مليون طن من الغاز المتكثف. وقد ساهمت أنشطة شركة غازبروم فيما يصل إلى 8% من إجمالي الناتج المحلي لروسيا في عام 2011.
ويتواجد الجزء الأكبر من حقول إنتاج شركة غازبروم حول خليج أوب في أكروغ يامالو نينيس الذاتية في غرب سيبيريا، في حين أنه من المتوقع أن تكون شبه جزيرة يامال هي منطقة إنتاج الغاز الرئيسية للشركة في المستقبل. وتمتلك شركة غازبروم أكبر نظام نقل للغاز في العالم، حيث تمتد خطوط أنابيب الغاز الخاصة بالشركة إلى 158.200 متر. وتشتمل مشروعات خطوط الأنابيب الكبرى الجديدة التي تقوم بها الشركة على التدفق الشمالي والتدفق الجنوبي.
وتمتلك الشركة شركات فرعية تعمل في العديد من المجالات الصناعية، بما في ذلك التمويل والإعلام والطيران. وبالإضافة إلى ذلك، فإنها تسيطر على أغلبية الحصص في العديد من الشركات.

## معلومات تاريخية

### 1989-1992: البداية
أُنْشِئَت صناعة منفصلة للغاز السوفيتي في عام 1943. وقد أتاحت الكميات الكبيرة من احتياطيات الغاز التي تم اكتشافها في مناطق سيبيريا والأورال وفولجا في السبعينيات والثمانينيات من القرن العشرين الفرصة للاتحاد السوفيتي لكي يصبح دولة كبرى فيما يتعلق بإنتاج الغاز. وقد كان إنتاج الغاز وتطويره وتوزيعه متمركزًا في يد وزارة صناعة الغاز، التي تم إنشاؤها في عام 1965.
وفي أغسطس من عام 1989، تحت قيادة وزير صناعة الغاز فيكتور تشيرنوميردين، قامت وزارة صناعة الغاز بتحويل نفسها إلى شركة شركة الدولة للغاز غازبروم، التي أصبحت أول مشروع لشركة خاصة بالدولة. وكانت الشركة تخضع لإدارة الدولة، ولكن الآن، تتم ممارسة الإدارة من خلال الأسهم، والتي تمتلك الدولة نسبة 100% منها.
وعندما تفكك الاتحاد السوفيتي في أواخر عام 1991، تم تحويل أصول الدولة السوفيتية السابقة في قطاع الغاز إلى شركات قومية تم إنشاؤها بصفة حديثة، مثل أوكرغازبروم وتركمنغازبروم. وقد احتفظت شركة غازبروم الأصول في روسيا، وتمكنت من تأمين احتكار قطاع الغاز. وفي المقابل، فإن الأصول في قطاع النفط، تم تقسيمها بين العديد من الشركات.

#### السيطرة الحكومية على الشركة
في عام 2000، عندما أصبح فلاديمير بوتين رئيساً لروسيا في يونيو، اتخذ إجراءات لاستعادة السيطرة على الأوليغارشية الروسية وتعزيز سيطرة الحكومة الروسية على الشركات المهمة من خلال برنامج "الأبطال الوطنيين". قام بوتين بإقالة تشيرنوميردين من منصبه كرئيس لمجلس إدارة غازبروم. وقد مكنت حصة الحكومة الروسية في غازبروم بوتين من التصويت لإقالة فياخيريف. وتم استبدال تشيرنوميردين وفياخيريف بديمتري ميدفيديف وأليكسي ميلر، وهما موظفان سابقان لدى بوتين في سانت بطرسبرغ. وقد ساعدت إجراءات بوتين على تعزيز نشاط المساهمين، مثل الرئيس التنفيذي لشركة هيرميتاج كابيتال مانجمنت ويليام براودر ووزير المالية الروسي السابق بوريس فيودوروف. وكانت مهمة ميلر وميدفيديف وقف استنزاف الأصول في غازبروم واستعادة الخسائر. وتم منع شركة "إيتيرا" من الوصول إلى أنابيب غازبروم، مما أدى إلى اقترابها من الإفلاس. وفي عام 2006، وافقت "إيتيرا" على إعادة الأصول المسروقة إلى غازبروم مقابل رسوم.
في أبريل 2001، استحوذت غازبروم على قناة "NTV"، وهي المحطة التلفزيونية الوحيدة المستقلة عن الدولة في روسيا، من شركة "ميديا-موست" التابعة لفيلاديمير جوسينسكي. كان جوسينسكي قد وقع في خلاف مع بوتين بعد أن استخدم "NTV" لنشر انتقادات من عائلات البحارة الذين توفوا في حادثة الغواصة "كورسك"، بالإضافة إلى انتقادات أخرى لطريقة تعامل بوتين مع الحرب الشيشانية الثانية. فر جوسينسكي من روسيا، وسيطرت غازبروم على "NTV".
في يونيو 2005، باعت شركات تابعة لغازبروم، مثل غازبرومبنك وغازفوند، حصة بنسبة 10.7399% من أسهمها مقابل 7 مليارات دولار لشركة روسنفتجاز المملوكة للدولة. أشار بعض المحللين إلى أن المبلغ المدفوع كان منخفضاً جداً. وفي ديسمبر 2005، اكتملت عملية البيع، وبذلك تمكنت الحكومة الروسية من السيطرة على غازبروم. ألغت الحكومة الروسية قاعدة الملكية الأجنبية في غازبروم، مما جعل الشركة مفتوحة للاستثمار الأجنبي. وفي سبتمبر 2005، اشترت غازبروم نسبة 72.633% من شركة النفط "سِبنيفت" مقابل 13.01 مليار دولار. وتمت إعادة تسمية "سِبنيفت" لتصبح "غازبروم نفت"، وأصبحت غازبروم أكبر شركة في روسيا.
في يوليو 2006، تم إصدار قانون "تصدير الغاز" الذي أعطى غازبروم الحق الحصري في تصدير الغاز الطبيعي من روسيا. وفي ديسمبر 2006، وقعت غازبروم اتفاقية مع شركات "رويال داتش شل"، "ميتسوي"، و"ميتسوبيشي" للاستحواذ على 50% زائد سهم واحد من "سخالين إنرجي".
في يونيو 2007، وافقت شركة "TNK-BP"، وهي فرع لشركة "BP" البريطانية، على بيع حصتها في حقل "كوفيكتا" في سيبيريا لغازبروم بعد أن شككت الحكومة الروسية في حق "BP" في تصدير الغاز من روسيا.
في 1 أغسطس 2007، هدد سيرجي كوبرينوف من غازبروم بقطع تدفق الغاز إلى بيلاروسيا إذا لم تسدد ديونها، مع زيادة الأسعار بنسبة 300%. وبعد يومين، أحرزت بيلاروسيا تقدماً كبيراً نحو السداد.
وفي 23 يونيو 2007، وقعت حكومتا روسيا وإيطاليا مذكرة تفاهم لإنشاء مشروع مشترك بين غازبروم و"إيني" لبناء خط أنابيب "ساوث ستريم" الذي سيمتد تحت البحر الأسود إلى بلغاريا، لينقل الغاز إلى أوروبا.
في 11 فبراير 2008، هددت غازبروم بوقف تدفق الغاز إلى أوكرانيا، وتم تنفيذ التهديد في يناير 2009، مما تسبب في تجمد أوكرانيا ورومانيا والنمسا خلال النزاع على الغاز بين روسيا وأوكرانيا.
وفي 1 ديسمبر 2014، أعلن بوتين خلال زيارته إلى تركيا أن مشروع "ساوث ستريم" لن يستمر، وسيتم توجيه الغاز إلى تركيا بدلاً من بلغاريا.

## وصلات خارجية
- الموقع الرسمي